# 寶嚴院
寶嚴院(日語：ほうごんいん)是在京都府京都市右京區的臨濟宗天龍寺派的寺院，是天龍寺的塔頭。山號是大龜山。

## 歷史
寬正二年（1461年），細川頼之招聘了圣仲永光開山創建，位於目前京都市的上京區。在应仁之乱（1467年 - 1477年）時被捲入而燒毀，在天正年間（1573年 - 1591年）復興。
明治時期為了河川工程，寺廟區域被收購，因而移轉到天龍寺塔頭弘源寺內。平成十四年（2002年），購買了天龍寺方丈南方的土地，移轉至現在所在地重建。

## 寺院配置
寺院內是天龍寺塔頭妙智院的舊有之地，在幕府末期因兵火戰亂荒蕪成田地，在大正期间，由林民雄（日本郵船的重要人物）整理改建為別墅。
- 本堂-2008年重建。有田村能里子 繪製的障壁畫。
- 書院-大正期间的建筑物。在寶嚴院移至目前的位置前，曾是别墅建筑物，在新本堂建好之前，作為替代的本堂使用。原本計劃被拆除，但其建築物的價值得到承認而被保存。 [1]
- 無畏庵
- 青嶂軒
- 庭园-有被稱作「獅子吼之庭」的借景回遊式庭園。有狮子形状的狮子岩，从破岩長出的松樹而著名。是楓葉名所。舊妙智院的庭園在江戶时代的《都林泉名勝圖會》中也被介紹為有名的庭園。

## 文化資产
- 本尊-十一面觀音[2]
- 脇佛-觀世音菩薩(33体)、地藏菩萨

## 脚注
1. ↑  社団法人全国社寺等屋根工事技術保存会編「平成19年度京都市文化財建造物保存活用公開セミナー報告書」、p.14（PDFファイル （页面存档备份，存于））。解説是中川等
2. ↑  雖然有些資料說本尊是聖觀音，但遵從寶嚴院的官方網站說明。

## 外部連結
- 寶嚴院 （页面存档备份，存于）